# Milizac
Milizac [milizak] est une ancienne commune du département du Finistère, dans la région Bretagne, en France.
Le 1er janvier 2017, elle fusionne avec Guipronvel pour former la commune nouvelle de Milizac-Guipronvel.

## Géographie

### Localisation
Commune rurale et semi-urbaine, Milizac couvre une superficie de 3 323 hectares pour une population de 3 287 habitants (en 2012).
Située à moins d'un quart d'heure des quartiers nord de Brest, la commune de Milizac est entourée par Brest, Bohars, Guilers, Saint-Renan, Lanrivoaré, Tréouergat, Guipronvel, Coat-Méal et Bourg-Blanc. Elle fait partie de la Pays d'Iroise Communauté de communes du Pays d'Iroise (CCPI).

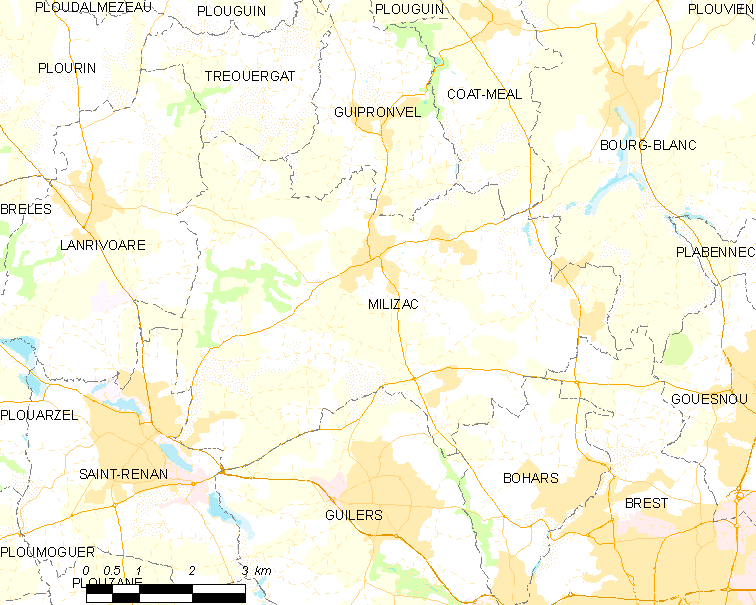
Carte de la commune de Milizac (avant la fusion avec Guipronvel).

### Description
Milizac se trouve sur le plateau du Léon qui forme une pénéplaine cristalline (granit de Saint-Renan, gneiss et micaschiste) : la majeure partie du finage communal est entre 80 et 100 mètres d'altitude (le point culminant est à 102 mètres à l'extrême nord-ouest de la commune, près de Kervenan) ; Milizac est ligne de partage des eaux : plusieurs petits cours d'eau ont leur source sur le territoire communal, l'un coulant vers le sud (un affluent de rive droite de la Penfeld et plusieurs de ses propres affluents dont le ruisseau de Keranflec'h au sud-est de la commune) ; un autre, coulant vers l'ouest, est un affluent de rive droite de l'Aber Ildut, au sud-ouest de la commune ; deux autres se jettent dans l'Aber Benoît : le Garo servait sur une partie de son parcours de limite communale avec Guipronvel (avant la fusion de cette commune avec Milizac) ; sa vallée s'abaisse jusqu'à 66 mètres à sa sortie du territoire communal, à la limite avec Coat-Méal et un quatrième, la rivière de Kerivot, (ainsi que son affluent le ruisseau de Pont-Mein), parcourt l'est de la commune et coule aussi vers le nord-est, alimentant le lac des Trois Curés (utilisé par une base de loisirs et par le parc de loisirs des Trois Curés) ; sa vallée est à 67 mètres d'altitude à sa sortie de la commune, à la limite avec Bourg-Blanc ; enfin le ruisseau de Bourg-Blanc, qui rejoint la rivière de Kerivot plus en aval, sert de limite communale avec Bourg-Blanc à l'extrême-est du finage communal.
Le paysage rural traditionnel est celui du bocage avec un habitat dispersé en de nombreux écarts formés de petits hameaux et de fermes isolées. Milizac est de nos jours une zone de polyculture (notamment la culture de pommes de terre) et d'élevages (porcs, bovins, volailles). Des bois existent dans la partie ouest de la commune, principalement au sud du manoir de Keranflec'h, dans la vallée éponyme. La proximité de l'agglomération brestoise explique que le bourg a beaucoup grossi pendant les dernières décennies du XXe siècle avec la création de plusieurs lotissements, tous situés à la périphérie du bourg ancien ; la commune a su éviter la rurbanisation, sa partie rurale restant exempte d'urbanisation.
Située à l'écart des grands axes routiers, le bourg de Milizac est desservi par les routes départementales no 3 (venant de Brest et se dirigeant vers Coat-Méal) et no 38 (de Saint-Renan vers Bourg-Blanc) ; la partie sud de la commune est traversée par la départementale no 67 qui vient de Saint-Renan et se dirige vers Gouesnou et qui constitue un axe routier contournant par le nord l'agglomération brestoise ; une zone commerciale s'est crée à Kerhuel le long de son tracé.

## Toponymie
Le nom de la localité est attesté sous la forme Milisac vers 1330 et du XVIe siècle au XVIIe siècle, Milizai en 1630, Milizac en 1641.
Il s'agit d'un type toponymique gallo-roman en -acum, précédé d'un nom de personne ou d'un élément mal déterminé.
Albert Dauzat suppose un gallo-romain *Milisius, non attesté, qui semble se retrouver dans Mélisey (Yonne, Milisiacum en 879). Étant donné son classement dans la rubrique Meauzac, ce dernier considère cet anthroponyme conjecturel *Milisius de manière implicite comme une variante du nom de personne latin Mellitus bien attesté.
Le nom breton de la commune est Milizag.

## Histoire

### Préhistoire et Antiquité
Une stèle armoricaine de l'âge du fer a été trouvée et placée à l'entrée du cimetière. Un tumulus non exploré, ainsi qu'une enceinte circulaire, se trouvent au village de la Motte. Le site aurait été au Moyen-Âge réutilisé par les seigneurs de Langéouez (en Tréouergat) qui y auraient édifié une motte féodale (un ouvrage rectangulaire).

### Moyen Âge
Milizac, comme l'indique la dernière syllabe de son nom, aurait été une paroisse gallo-romaine, avant de dépendre de l'ancienne paroisse primitive de Guipronvel jusqu'en l'an 1420. C'était une paroisse de l'archidiaconé d'Ac'h, subdivision de l'ancien diocèse de Léon.

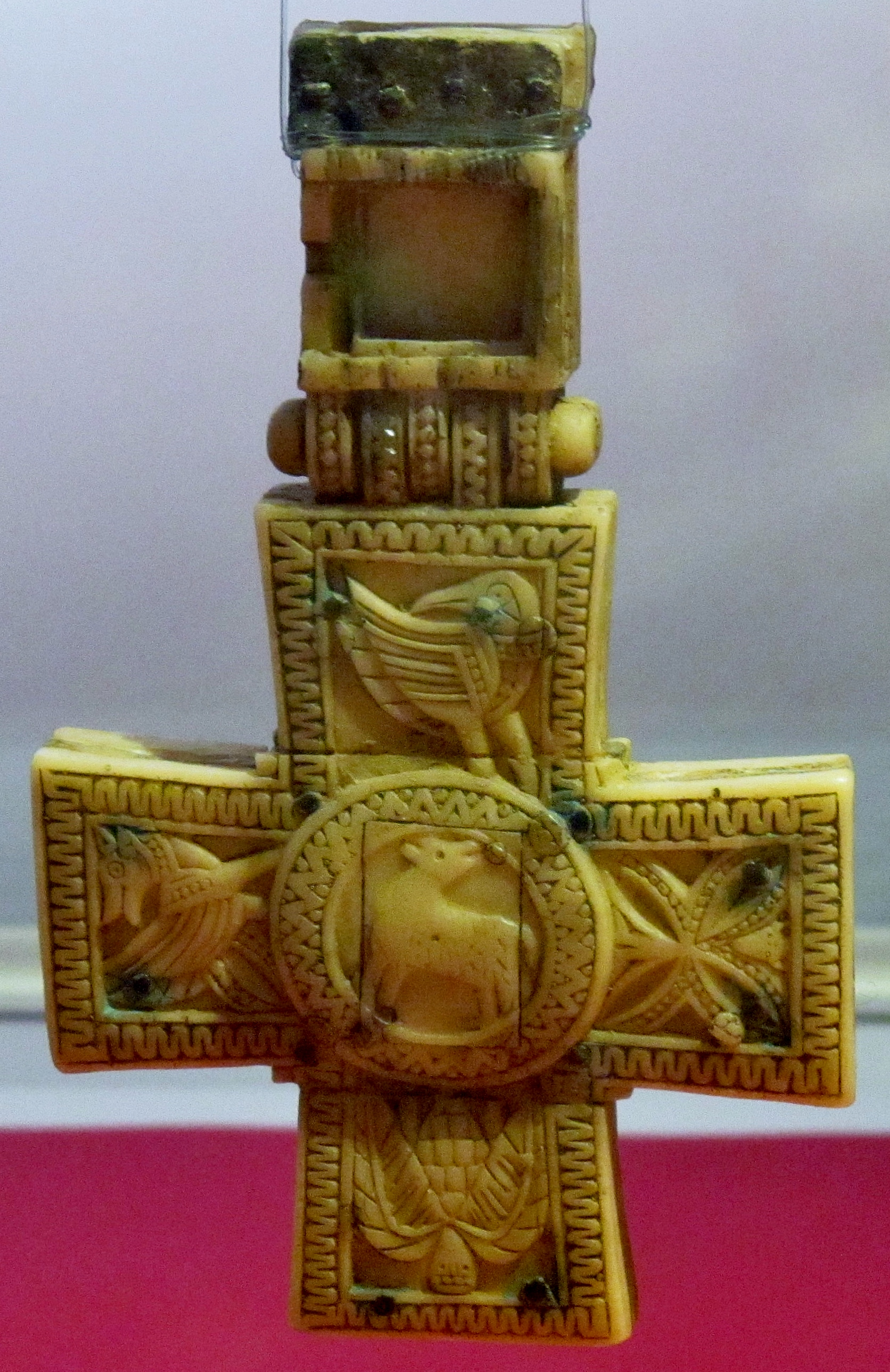
La croix pectorale de Milizac, datée du VIIIe siècle (facsimilé exposé dans le musée de l'abbaye de Landévennec).

La croix pectorale de Milizac, d'allure proche-Orientale, voire éthiopienne, formée de six plaques en ivoire assemblées par des chevilles et des rivets, découverte en 1973 au presbytère de Milizac, est un des rares objets sacrés du haut Moyen Âge conservé en Bretagne ; elle aurait appartenu aux abbés de saint-Mathieu. Une de ses faces représente Marc l'Évangéliste, et l'autre saint Mathieu. Elle a probablement été rapportée d'un pèlerinage lointain.
Au nombre des curiosités, figurent le manoir du Curru (Kerru : maison rouge) édifié en 1238 : « C'est sur le territoire de Milizac que se trouve le vieux manoir du Curru, connu dans le pays sous le nom de château du roi Pharamus (Castel-ar-roué-Pharamus) ; on y voit une grille, curieuse par son travail, que la tradition attribue au diable, et une belle et grande pierre armoriée, dont la description a été donnée par M. de Courcy dans son Dictionnaire héraldique de Bretagne. Le manoir de Curru était le siège d'une ancienne vicomté, avec prévôté féodale » écrit Benjamin Girard en 1889. La juridiction de cette vicomté s'étendait aux paroisses de Guipavas, Lambézellec, Gouesnou, Bohars et Trénivez, trève de la paroisse des Sept-Saints de Brest. La famille de Kernezne, originaire de Saint-Pierre-Quilbignon en fut propriétaire à partir du mariage vers 1360 de Gestin de Kernezne avec Marie Faramus [Pharamus], dame du Curru ; Jean de Kernezne-Curru (mort en 1416 à Paris) fut grand écuyer du duc de Bourgogne au XIVe siècle ; Charles de Kernezne, par son mariage en 1606 avec Anne de Coatanezre, devint seigneur de La Roche-Helgomarc'h et marquis de La Roche-Laz en Saint-Thois.
La famille Jouan de Kervénoaël était « seigneur de Penanec'h, de Kervénigan, de Keranmoal, de Kervénoaël et autres lieux » ; elle est mentionnée aux montres et réformations entre 1426 et 1538 pour les paroisses de Plouzané, Saint-Renan, Treffabu, Milizac et Plougouvelin et confirmée de lointaine extraction noble par un arrêt du Parlement de Bretagne en date du 5 mai 1675.

### DuXVIesiècleauXVIIIesiècle
Au XVIe siècle, Milizac faisait partie de la sénéchaussée de Brest et Saint-Renan. Guipronvel et Tréouergat étaient des trèves de Milizac.
Les loups étaient nombreux à Milizac : un acte de décès datant de 1605 précise que « francoys fils nicolas prigent et margarit men pauvres gentz du villaige du lann, estant en l'aige de six ans de la sainct francoys prochaine, fut prins et tué dans la montaigne appelé menez an avanant par un grand loup le jeudy quinxiesme jour de septembre de l'an 1605 ». Plusieurs toponymes du cadastre napoléonien font référence au loup ("bleiz" en breton) et la dernière prime versée à des chasseurs de Milizac pour abattage de loup date du 25 mars 1891.
L'église paroissiale date de 1652 (Jean Kérébel, originaire de Ploudalmézeau, en fut le premier desservant) ; elle est dédiée à saint Pierre et saint Paul ; la flèche octogonale de son clocher, très élancée (haute de plus de 34 mètres), date de 1716 mais fut endommagée par la foudre en 1765. L'ossuaire date aussi du XVIIe siècle. Près de l'église, s'élève la chapelle Sainte-Anne datant du XVIe siècle.
La famille Gilart possède le manoir de Keranflec'h depuis 1712,,.
En 1730 Corentine Luce de Kernezne du Curru, sœur du marquis de La Roche-Helgomarc'h, créa une fondation afin qu'une mission soit donnée tous les dix ans, par les jésuites, à Laz et à Milizac (où se trouvaient ses principaux domaines) alternativement (une mission fut par exemple célébrée à Milizac le 22 mai 1742, mais elle ne fut plus célébrée à partir de 1773 en raison de l'expulsion des Jésuites). Le marquis du Grego fut le dernier propriétaire du Curru sous l'Ancien Régime ; endetté, il en vendit les terres en 1784.
En 1759, une ordonnance de Louis XV ordonne à la paroisse de Milizac de fournir 25 hommes et de payer 164 livres pour « la dépense annuelle de la garde-côte de Bretagne ».
En 1774 lors de l'enquête sur la mendicité dans le Léon organisée par Jean-François de La Marche, le recteur indique qu'à Milizac on compte alors « un tiers à l'aise, un tiers composé de mendiants (on compte 20 mendiants invalides), un tiers formé de pauvres honteux » (ces derniers sont des « petits fermiers qui sont contraints pour payer leur fermage de vendre la majeure partie de leur blé »). La même enquête indique que même s'« il est interdit d’inhumer des cadavres dans l’église, certaines personnes demandent que l’on fasse une exception en leur faveur, moyennant le versement de 36 livres, dont un tiers serait employé à secourir les pauvres de la paroisse ».
Jean-Baptiste Ogée décrit ainsi Milizac en 1778 :

« Milizac, à 10 lieues trois quarts au sud-ouest de Saint-Pol-de-Léon, son évêché ; à 46 lieues trois quarts de Rennes ; et à 4 lieues deux tiers de Lesneven, sa subdélégation. Il s'y exerce une basse justice qui, comme la paroisse, ressortit au siège royal de Brest. Milizac relève du Roi et compte 1 800 communiants, y compris ceux de Guiprovel [Guipronvel], sa trève ; la cure est présentée par l'Évêque. Ce territoire forme, à quelques vallons près, une plaine où on voit des terres bien cultivées et très fertiles, avec les maisons nobles de Keranflec'h et de Kerleret. »

### Révolution française
Hervé Le Mailloux, Claude Prigent et Pierre-Marie Nicol furent les trois représentants de la paroisse de Milizac à l'assemblée du tiers-état de la sénéchaussée de Brest le 7 avril 1789.
Dès la création des circonscriptions administratives, le 26 février 1790, Milizac fut rattachée au canton de Saint-Renan. Les caprices de l'histoire vont amener Milizac à dépendre, de 1801 à 1971, du canton de Plabennec. Il faudra attendre 170 ans pour que Milizac rejoigne de nouveau le canton de Saint-Renan.
En 1792, Milizac devient une commune. Le premier acte signé d'un maire date du 24 novembre 1792 et le premier conseil municipal eût lieu dans la chapelle Sainte-Anne. Hervé Le Guen, recteur de Milizac, et ses deux vicaires, refusèrent de prêter serment à la Constitution civile du clergé, devenant donc des prêtres réfractaires.
Le 13 septembre 1792, un détachement de la Compagnie des dragons de la Garde nationale arrête Pierre Jaouen, maire et Jean François L'Hostis, greffier, accusés d'être des contre-révolutionnaires car ils ont signé une supplique au Roi (rédigée par quatre officiers municipaux de Locmaria), réclamant notamment la liberté de faire venir dans leur paroisse des prêtres non assermentés (le curé jureur nommé à Milizac, Ulfien Duval, qui avait succédé à Hervé le Geun, parti en exil, ne parvenait à faire aucun baptême et aucun enterrement), et un double du Manifeste de Brunswick ; ils furent détenus un temps au château de Brest.
Pendant la Terreur, on décida à Milizac de garder les fûts des croix se trouvant aux carrefours, mais en remplaçant les croix par un écriteau portant les mots "Liberté, Égalité, Fraternité" et l'indication des routes pour l'utilité des voyageurs.
François Gilart de Keranflec'h, officier des garde-côtes et sous l'Ancien Régime « puissant seigneur de Kerijean et autres lieux » fut emprisonné à Brest en septembre 1793, remis en liberté à la fin de novembre 1794 et à nouveau incarcéré le 9 messidor an III (27 juin 1795).
Le camp dit "camp de Saint-Renan" ou "camp de Lanrenap", fut installé en 1793 sur les communes de Lanrivoaré et Milizac sur décision du Comité de salut public : formé de huttes, il accueillit des hommes de la levée de 300 000 hommes dans des huttes sommaires : « C'était un site sauvage, désert, privé de toute ressource, mais bien choisi pour commander la côte du nord de la Rade de Brest, pour la couvrir et pour éclairer [contrôler] des rivages fréquentés par les contrebandiers anglais et les déserteurs de notre marine ».

### LeXIXesiècle
Sébastien Jézéquel, originaire de Plouzané mais vivant et marié à Milizac, fit la campagne de Russie en 1812 (son nom est écrit à tort Yezequel).
Une première école publique ouvrit à Milizac en 1836. Elle fut installée dans l'ancienne mairie en 1907.
Selon la toponymie des hameaux et des villages, le territoire de Milizac fut autrefois très boisé, couvert d'ajonc, de genêt et de bruyère. « On y trouvait des landes et des marais et quantité de terres en friches sur cette infertile commune » écrit Jean-François Brousmiche en 1829.
En 1833 une tempête endommagea le clocher de l'église paroissiale, qu'il fallut reconstruire.
Selon un témoignage publié en 1852, les ajoncs étaient cultivés : « à Milizac, on laisse l'ajonc croître dans les veillons pendant neuf ou dix ans ; alors on en fait du bois de corde, qui est très recherché, et les menues branches sont gardées et utilisées par le fermier. C'est là une méthode qui assure des bénéfices d'autant plus faciles à réaliser que les ajonnières n'exigent aucuns soins. Les jeunes ajoncs pilés rafraîchissent les chevaux, et leur donnent de la souplesse et de la vigueur. Ils sont aussi fort goûtés par les vaches dont ils améliorent le lait ».
A. Marteville et P. Varin, continuateurs d'Ogée, décrivent ainsi Milizac en 1853 :

« Milizac, commune formée par l'ancienne paroisse de ce nom, moins sa trève Guipronvel, devenue commune ; aujourd'hui succursale. (...). Principaux villages : Kervenan, Lanner, Kerbrélivet, Keranflec'h, Trébaol, Kerhorzoc, Curu, Kervinlouarn, Pougot, Coattu-Déniel, Kerivot. Maison principale : manoir de Keranflec'h. Superficie totale : 3 732 hectares, dont (...) terres labourables 1 177 ha, prés et pâtures 125 ha, vergers et jardins 23 ha, bois 54 ha, canaux et étangs 5 ha, landes et incultes 2 191 ha (...). Moulins : 7 (de Keranflec'h, de Pennannec'h, Curu, Tréléon, Kerivot, à eau). Le sol de cette commune est généralement peu accidenté, et plus d'un cinquantième de la superficie totale est marécageux. Les bonnes terres labourables sont rares, excepté dans la partie qui touche Saint-Renan. Le bois est rare : aussi sème-t-on et cultive-ton dans beaucoup de mauvaises terres la lande arbuste comme bois de chauffage. Cette lande met presque partout quinze années pour parvenir à sa complète croissance. Selon toute apparence, l'ajonc serait une meilleure culture. À l'inverse des autres communes bretonnes qui fabriquent elles-mêmes les toiles destinées à leur usage, la commune de Milizac achète ces toiles aux marchés voisins. La pomme de terre est généralement cultivée. Les paysans font peu d'élèves de chevaux et de moutons ; mais ils spéculent beaucoup sur les porcs ; cependant les étalons de cette commune sont estimés. La maison du Ceau, aujourd'hui transformée en ferme, présente les ruines d'un manoir qui jadis dut être considérable, mais sur l'histoire duquel on ne sait rien dans le pays. La route départementale n° 5 du Finistère, dite de Gouesnou au Conquet, traverse l'extrémité sud de cette commune, courant de l'est à l'ouest. Géologie : granite. On parle généralement le breton »

En 1861 les Sœurs de l'Immaculée Conception de Saint-Méen ouvrent une école à Milizac ("école Notre-Dame des Victoires"). En 1896, un document indique que les Sœurs de l'Immaculée Conception de Saint-Méen assistaient et soignaient gratuitement les malades de Milizac à domicile. Elles sont parties en 1980.
Un rapport publié en 1875 indique que la commune de Milizac viole la loi qui interdit les écoles mixtes dans es communes de plus de 500 habitants (« Milizac en effet ne possède point jusqu'à présent d'école distincte et séparée pour les filles »), bien que « les produits de l'octroi, y compris la surtaxe sur les alcools et l'absinthe, constituent une ressource importante pour la commune ».
Lors de la campagne électorale pour les élections législatives françaises de 1876, « dans les deux communes de Milizac et de Guipronvel, les prêtres auraient notamment, le dimanche, jour des élections, dissuadé en chaire de voter pour le candidat républicain. Le vicaire de Milizac, prêchant à la grand'messe à Guipronvel, aurait dit que "le succès de la République aurait pour conséquence que les prêtres auraient le cou coupé, mais qu'auparavant les cultivateurs pourraient bien voir aussi rouler les têtes de leurs enfants" ».
Benjamin Girard décrit ainsi Milizac en 1889 :

« Cette commune, peu peuplée en raison de son étendue, qui est relativement considérable, est traversée par la route départementale no 4 et par le chemin de grande communication no 38. Le bourg a une population agglomérée de 233 habitants. L'église paroissiale a été bâtie de 1652 à 1685, à l'exception du clocher, qui date de 1716. »

### LeXXesiècle

#### La Belle Époque

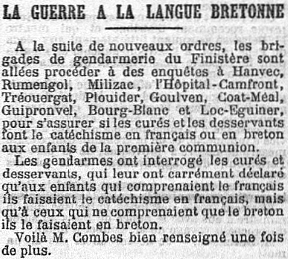
La lutte contre l'emploi de la langue bretonne par le clergé (journal La Croix du 25 novembre 1903).

En réponse à une enquête épiscopale organisée en 1902 par François-Virgile Dubillard, évêque de Quimper et de Léon en raison de la politique alors menée par le gouvernement d'Émile Combes contre l'utilisation du breton par les membres du clergé, le recteur de Milizac écrit que dans sa paroisse « seule la famille de Monsieur de Keranflech est francophone ». En 1903, il écrit qu'il ne pourrait prêcher en français « sans mécontenter mes paroissiens en masse ».
Gélébart, maire de Milizac, fit partie des onze maires qui adressèrent en octobre 1902 une protestation au préfet du Finistère à propos de la circulaire interdisant l'usage de la langue bretonne dans les églises.
Le 9 janvier 1903, Jacob, curé de Milizac, fait partie des 31 prêtres du diocèse de Quimper dont les traitements sont retenus par décision du gouvernement Combes « tant qu'ils ne feront pas emploi de la langue française dans leurs instructions et l'enseignement du catéchisme » car ils utilisaient le breton.
Le 22 novembre 1906 « des commissaires de police et des agents du fisc ont procédé ce matin aux inventaires [des biens d'église] dans les communes de Guilers, Milizac et Bohars. (...) Dans les trois communes les portes |de l'église] ont été enfoncées ».

#### La Première Guerre mondiale

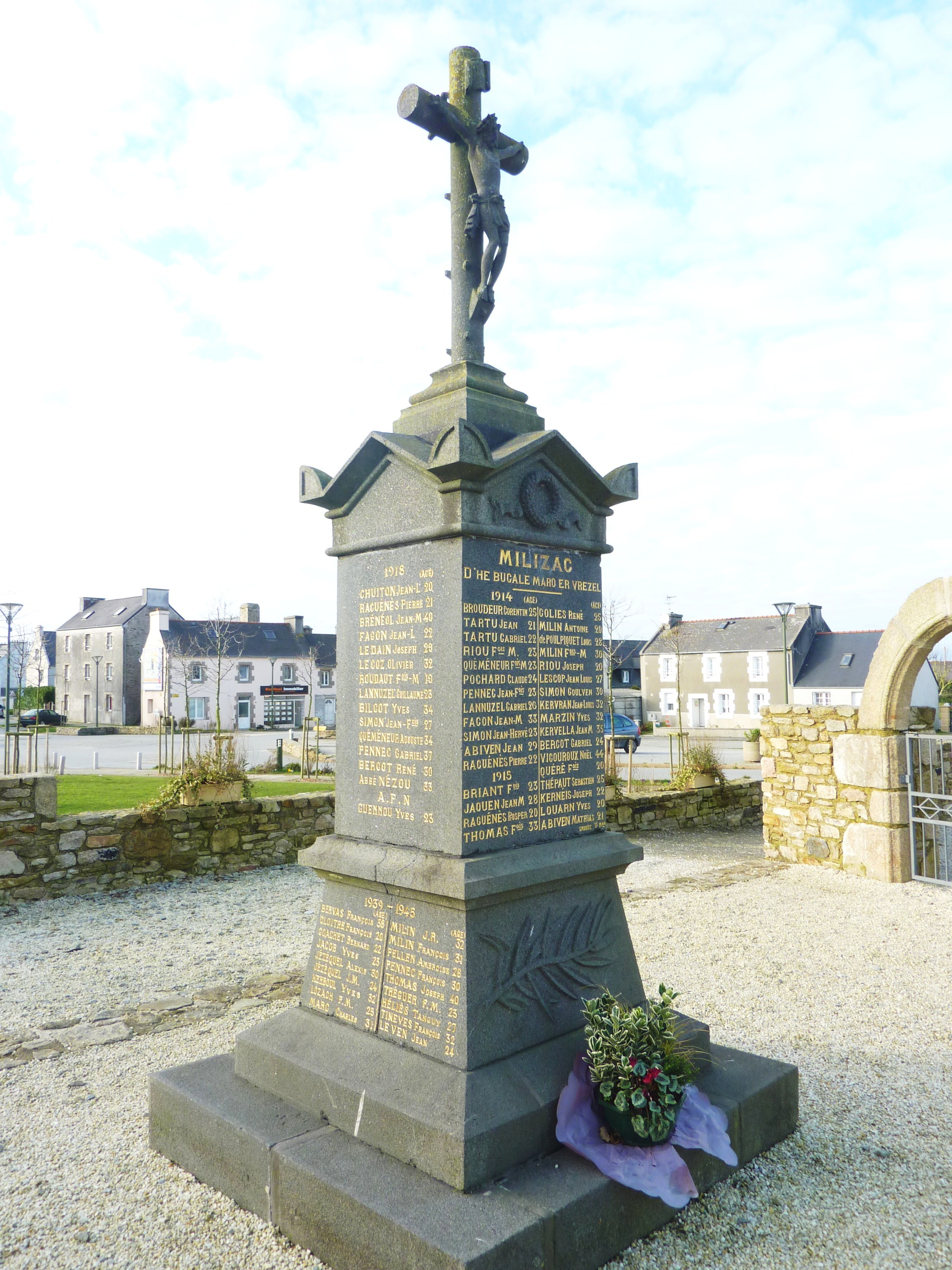
Milizac : le monument aux morts.

Le monument aux morts de Milizac porte les noms de 95 personnes mortes pour la France pendant les guerres du XXe siècle dont 70 pendant la Première Guerre mondiale : parmi eux Joseph Le Goff, mort en captivité en Allemagne ; Olivier Le Coz, soldat au 345e régiment d'artillerie lourde hippomobile, mort des suites de ses blessures le 12 juillet 1918 à l'hôpital temporaire de Florina (Grèce) ; Jean Simon, matelot à bord du croiseur cuirassé Marseillaise, mort de maladie le 3 octobre 1918 à New York (États-Unis) ; la plupart des autres sont décédés sur le sol français, dont Louis de Poulpiquet de Brescanvel, capitaine au 51e régiment d'infanterie, tué à l'ennemi aux Éparges (Meuse) le 9 juillet 1915, décoré à titre posthume de la Légion d'honneur.

#### L'Entre-deux-guerres
En octobre 1919 4 déserteurs américains (venus du camp de Pontanézen à Brest) semèrent la terreur à Milizac ; l'un d'eux fut tué.
En 1924, l'abbé Hervé Kerouanton, qui fut recteur de Milizac entre 1919 et 1930, fit agrandir l'église paroissiale et la dota de vitraux.
Le bourg est électrifié en 1926 ; les parties rurales de la commune ne furent électrifiées qu'après la Seconde Guerre mondiale.
En 1934, une école catholique de garçons ("école Saint-Joseph") ouvre à Milizac tenue par les Frères de l'instruction chrétienne de Ploërmel ; le jour de la rentrée l'école publique passe de 103 élèves à 4 élèves. Ces Frères sont repartis en 1994.

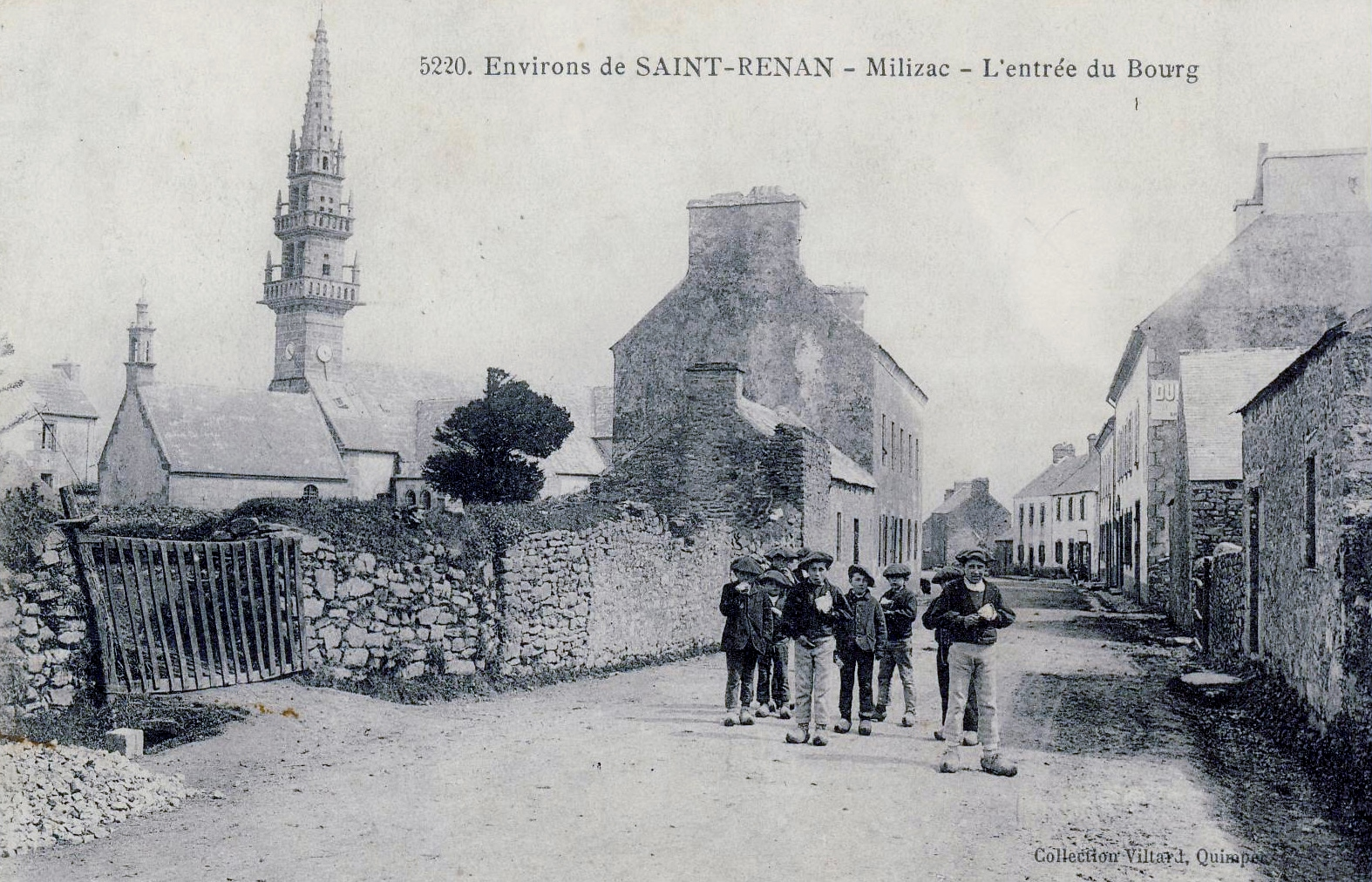
Milizac : l'entrée du bourg vers 1920 (carte postale Villard).
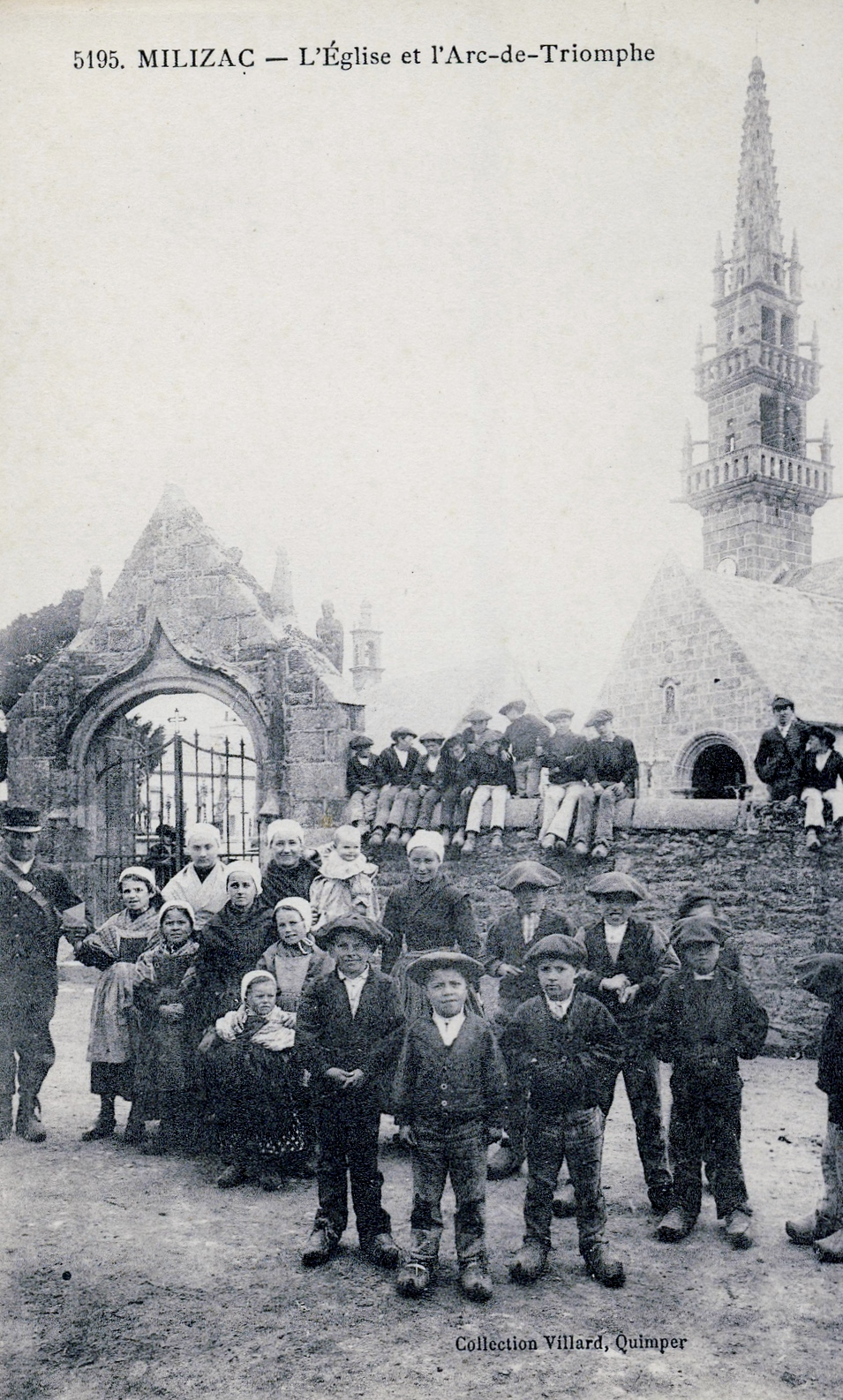
L'Église et l'Arc-de-Triomphe vers 1920 (carte postale Villard).

Le 8 mai 1937 un grave accident fit huit blessés graves lors d'une collision entre une automobile et un car qui transportait des passagers se rendant au pardon de Milizac au dangereux carrefour de Beg-Avel. Ce carrefour où se produisirent de nombreux accidents graves fut remplacé par un rond-point giratoire en 1996.

#### La Seconde Guerre mondiale
Le monument aux morts de Milizac porte les noms de 24 personnes mortes pour la France pendant la Seconde Guerre mondiale. Parmi elles, par exemple, François Cloître, matelot canonnier et François Lozach, quartier-maître infirmier, tous deux sur le cuirassé Bretagne, morts le 3 juillet 1940 lors de l'attaque anglaise sur Mers el-Kébir ; Jean Jézéquel, quartier-maître canonnier, mort le 25 octobre 1944 lors du naufrage du dragueur de mines 9998 D-202 ; François Marie Milin, second maître arrimeur, disparu en mer le 20 février 1945 à bord du cuirassé Richelieu ; François Bervas, soldat au 10e régiment mixte d'infanterie coloniale, est mort, mais de maladie, le 24 décembre 1941 à Savannakhet (Laos).
Le carré militaire du cimetière porte les noms de 6 aviateurs originaires du Commonwealth (trois Anglais, deux Néo-Zélandais et un Canadien) décédés lors de l'écrasement de leur avion (un avion néo-zélandais] de la RAF "Wellington n°L7798" revenant d'un bombardement sur Brest) à Pont ar Glud en Lanrivoaré dans la nuit du 22 au 23 avril 1941 pour 5 d'entre eux et à Guipronvel (un avion "Spitfire n°AA746" disparu lors d'une opération d'attaque au sol visant Saint-Brieuc) le 7 juin 1943 pour le sixième, décédés pendant les combats de la Seconde Guerre mondiale.
Le 7 août 1944, le Combat Command B, de la 6e division blindée américaine, arrivant de Lesneven qu'ils avaient libéré et après avoir bivouaqué à proximité la nuit précédente, contourna Plabennec, mais dut repousser une contre-attaque allemande à Plouvien et Bourg-Blanc, rencontrant une forte résistance ennemie dans le secteur de Coat Laëron en Milizac où fut détruit un poste de surveillance anti-aérien.
Le même jour, poursuivant leur avancée en direction de Brest, les blindés américains sont entre Milizac et Saint-Renan ; leur présence déclenche un tir d'artillerie sur le bourg de Milizac, causant la mort de 6 personnes et faisant une vingtaine de blessés. Les combats pour la libération de Milizac sont menés aussi par les FFI. Le 18 août 1944 la "compagnie de Saint-Renan" s'installe à Milizac, mais le bourg est à nouveau attaqué par l'artillerie ennemie les jours suivants. En tout, les combats firent 13 victimes civiles (5 habitants de Milizac et 8 réfugiés brestois) et 16 victimes parmi les combattants. Le clocher de l'église paroissiale fut à nouveau endommagé lors de ces combats ; il a été reconstruit en 1953.

#### L'après-Seconde Guerre mondiale
Le patronage Saint-Pierre de Milizac a organisé à partir de la décennie 1950 des activités pour les jeunes (chant, football, théâtre). La "Saint-Pierre de Milizac" est toujours de nos jours un club de football.
Un soldat (Yves Guennou) originaire de Milizac est mort pendant la Guerre d'Algérie.
À trois reprises la commune de Milizac, vaste il est vrai, a été amputée de parties de son territoire : en 1948, la région de Ty-Colo est attribuée à Plouzané ; le 1er juin 1955 le secteur du Bout-du-Pont est attribué à Saint-Renan. et plusieurs villages, dont ceux de Poulrinou et Guillermit à Bohars ; le 1er janvier 1975 la zone du Vizac est rattachée à Saint-Renan ; ces trois cessions successives ont fait perdre à Milizac environ 407 ha et 500 habitants.
Le réseau d'eau courante est mis en service à Milizac en 1968 et le réseau d'égouts du bourg est installé en 1983.
En septembre 1977 a ouvert un groupe scolaire public tout neuf dénommé "groupe scolaire Marcel-Aymé".
Les "Étoiles d'Armor" sont un groupe de majorettes qui a existé à Milizac à la fin du XXe siècle et au début du XXIe siècle.

### LeXXIesiècle
Un projet de station de traitement de lisier sema la discorde à Milizac en 2002, soulevant de nombreuses protestations ; une pétition hostile au projet fut signée par 5 562 personnes.
Pendant le mandat municipal de Fañch Guiavarc'h, entre 2001 et 2008, sont créés le centre Ar Stivell, la "Maison de l'enfance" et l'école publique est agrandie.
La fusion de la commune avec celle de Guipronvel donne naissance à la commune nouvelle de Milizac-Guipronvel le 1er janvier 2017.

## Politique et administration

### Liste des maires
C'est sous le mandat municipal de François Guillou qu'une nouvelle mairie a été construite. Le montant total des travaux s'est élevé à 1 million d'euros.

## Population et société

### Démographie
L'évolution du nombre d'habitants est connue à travers les recensements de la population effectués dans la commune depuis 1793. À partir du 1er janvier 2009, les populations légales des communes sont publiées annuellement dans le cadre d'un recensement qui repose désormais sur une collecte d'information annuelle, concernant successivement tous les territoires communaux au cours d'une période de cinq ans. 
Pour les communes de moins de 10 000 habitants, une enquête de recensement portant sur toute la population est réalisée tous les cinq ans, les populations légales des années intermédiaires étant quant à elles estimées par interpolation ou extrapolation. Pour la commune, le premier recensement exhaustif entrant dans le cadre du nouveau dispositif a été réalisé en 2008,.
En 2014, la commune comptait 3 515 habitants, en évolution de +17,83 % par rapport à 2009 (Finistère : +1,34 %, France hors Mayotte : +2,49 %).
| 1793  | 1800  | 1806  | 1821  | 1831  | 1836  | 1841  | 1846  | 1851  |
| ----- | ----- | ----- | ----- | ----- | ----- | ----- | ----- | ----- |
| 1 385 | 1 383 | 1 658 | 1 528 | 1 552 | 1 601 | 1 603 | 1 667 | 1 712 |

| 1856  | 1861  | 1866  | 1872  | 1876  | 1881  | 1886  | 1891  | 1896  |
| ----- | ----- | ----- | ----- | ----- | ----- | ----- | ----- | ----- |
| 1 671 | 1 602 | 1 755 | 1 683 | 1 738 | 1 747 | 1 794 | 1 791 | 1 809 |

| 1901  | 1906  | 1911  | 1921  | 1926  | 1931  | 1936  | 1946  | 1954  |
| ----- | ----- | ----- | ----- | ----- | ----- | ----- | ----- | ----- |
| 1 881 | 1 952 | 1 963 | 2 007 | 1 974 | 1 906 | 1 867 | 1 973 | 1 872 |

| 1962  | 1968  | 1975  | 1982  | 1990  | 1999  | 2008  | 2013  | 2014  |
| ----- | ----- | ----- | ----- | ----- | ----- | ----- | ----- | ----- |
| 1 456 | 1 377 | 1 727 | 2 465 | 2 925 | 2 884 | 2 961 | 3 426 | 3 515 |

### Langue bretonne
En breton, la ville se nomme Milizag.
L’adhésion à la charte Ya d’ar brezhoneg a été votée par le conseil municipal le 31 mai 2005.
Le label de niveau 1 de la charte Ya d'ar brezhoneg a été remis à la commune le 17 octobre 2005.
À la rentrée 2016, 120 élèves étaient scolarisés dans la filière bilingue publique (soit 18,3 % des enfants de la commune inscrits dans le primaire).

### Événements
- Samedi du Porc : des dizaines de cochons grillés à la broche, servis en plein air, avec animations et concerts. Le Samedi du Porc a lieu tous les ans le 1er samedi de juillet. Bonne humeur assurée avec le concours départemental du cri du cochon.
- Milizac Style Bercy : Tournoi de football régional en plein air le week-end de Pâques durant 2 jours. 4 terrains en herbe entourés de planches d'un mètre de haut. Spectacle et buts à volonté.

## Culture locale et patrimoine

### Lieux et monuments
- L’enclos paroissial :
  - L’église paroissiale Saint-Pierre-et-Saint-Paul : elle date de 1652 mais a été plusieurs fois remaniée depuis et agrandie en 1845 et 1924 ; son clocher à deux galeries entourant la chambre des cloches et à flèche octogonale très élancée a été endommagé à plusieurs reprises au cours de l'histoire, sa dernière reconstruction datant de 1953. Son porche sud est surmonté d'une statue de saint Pierre et son fronton porte un cadran solaire.

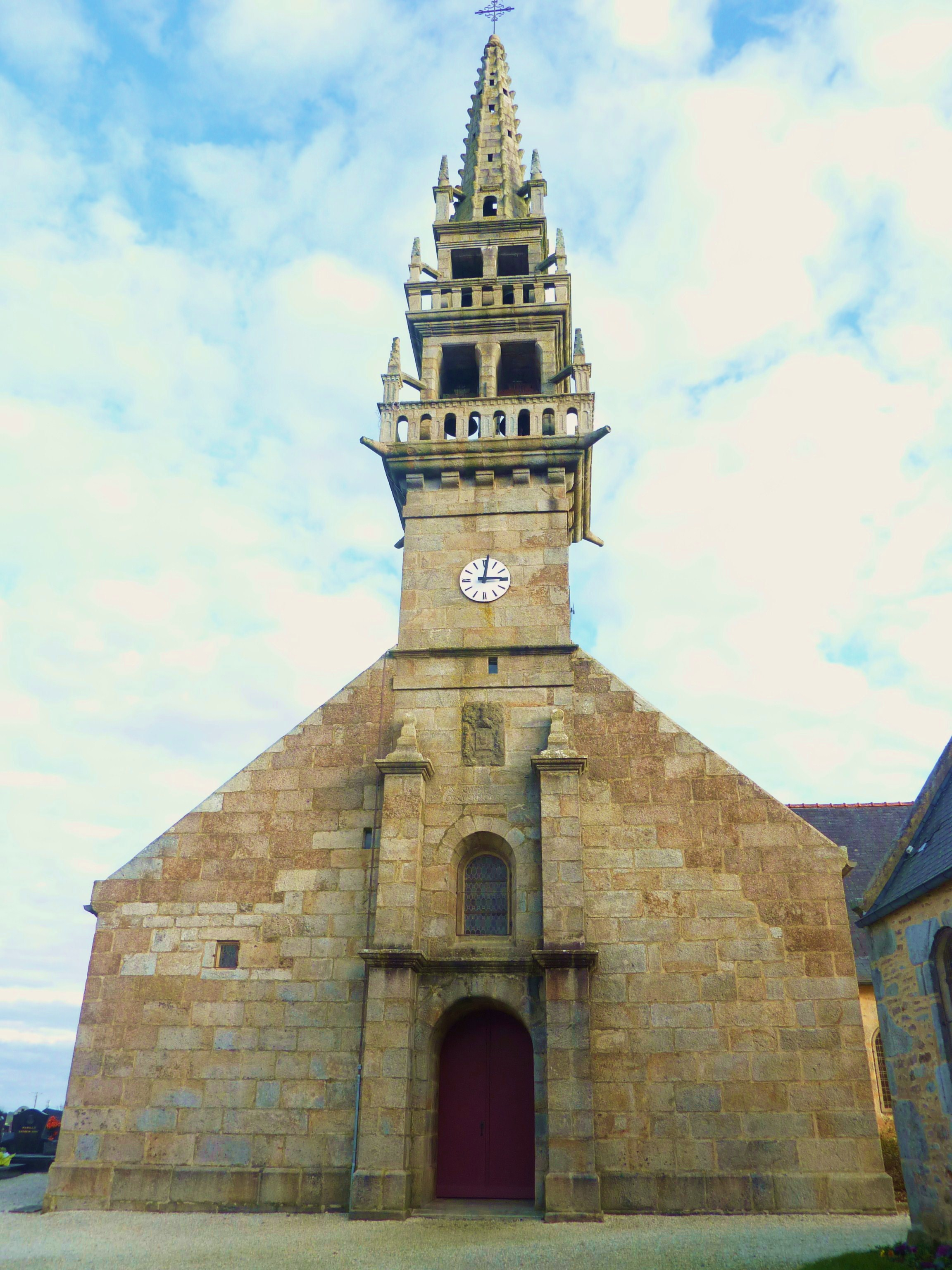
Milizac : la façade de l'église paroissiale Saint-Pierre.
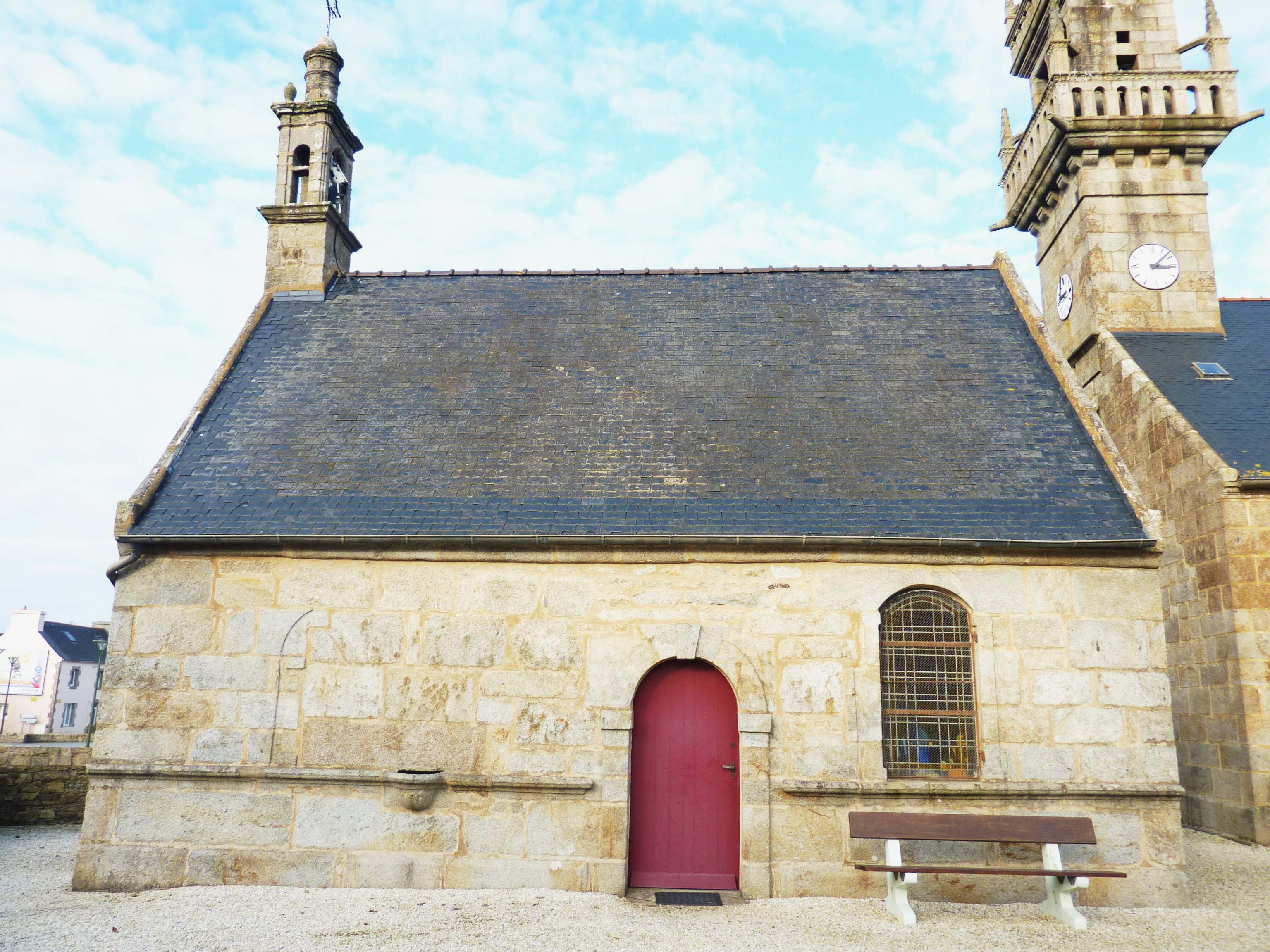
Milizac : la chapelle Sainte-Anne, accolée à l'église paroissiale.
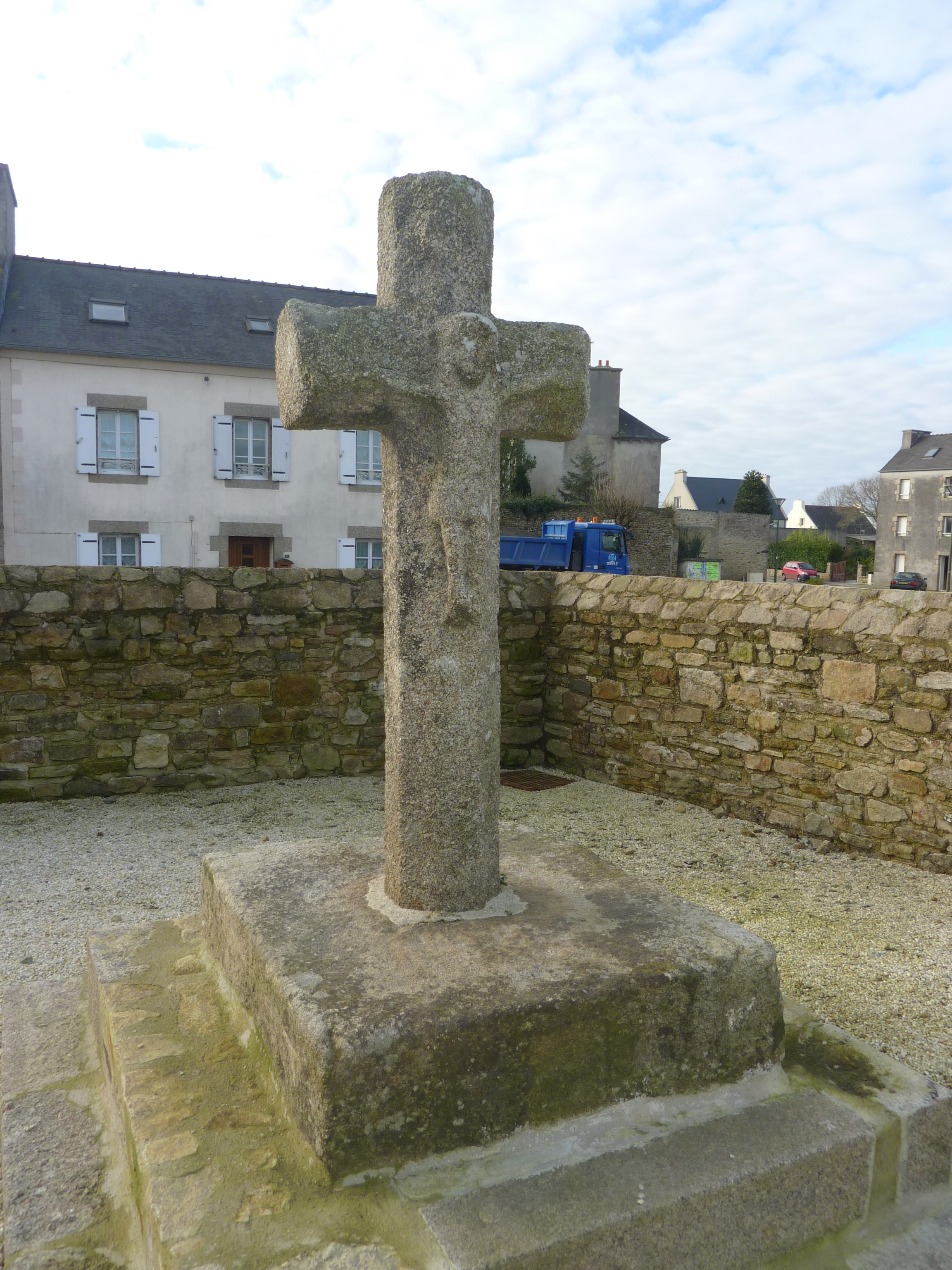
Milizac : croix dans l'enclos paroissial.
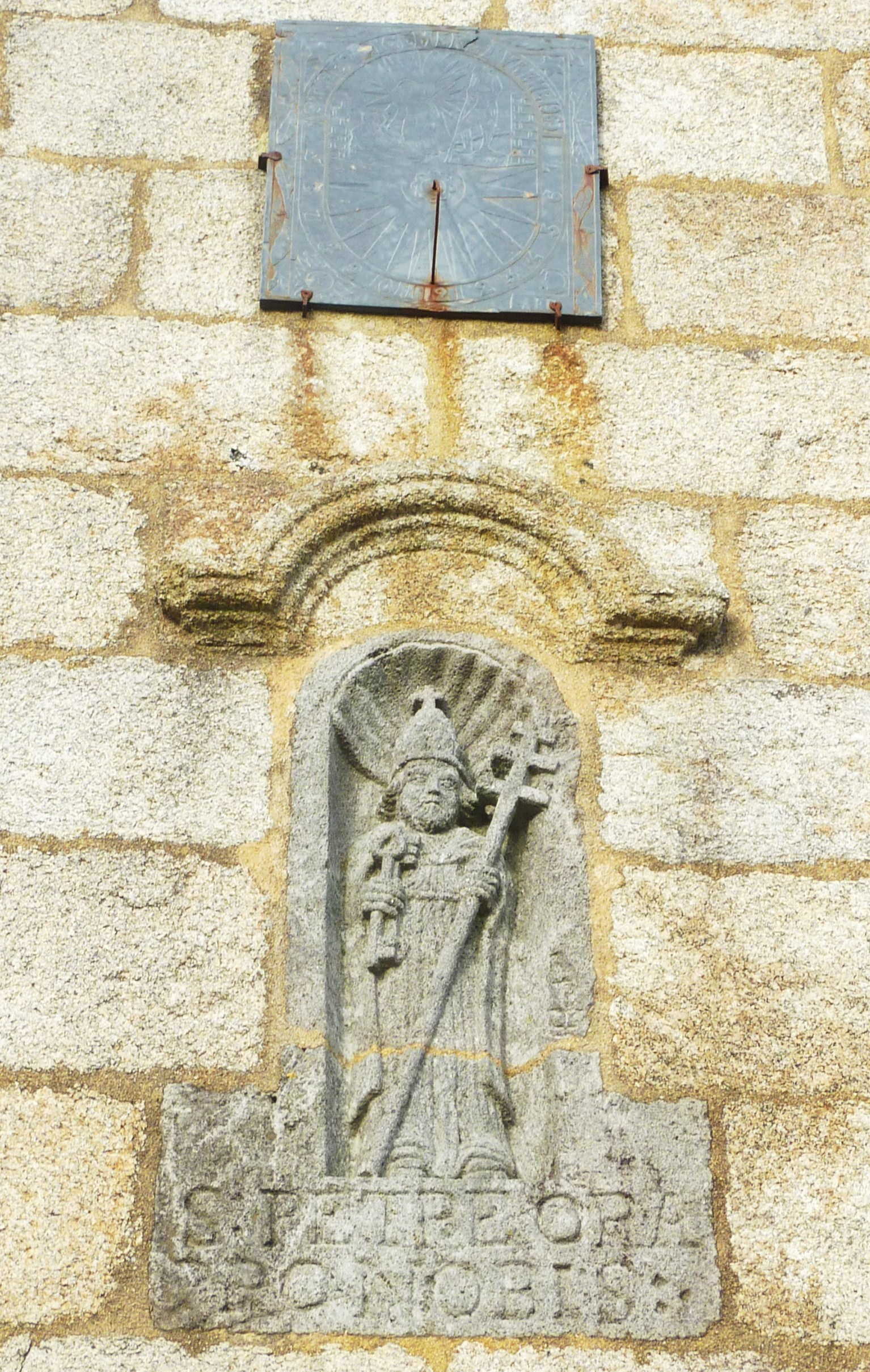
Milizac : cadran solaire et statue de saint Pierre.
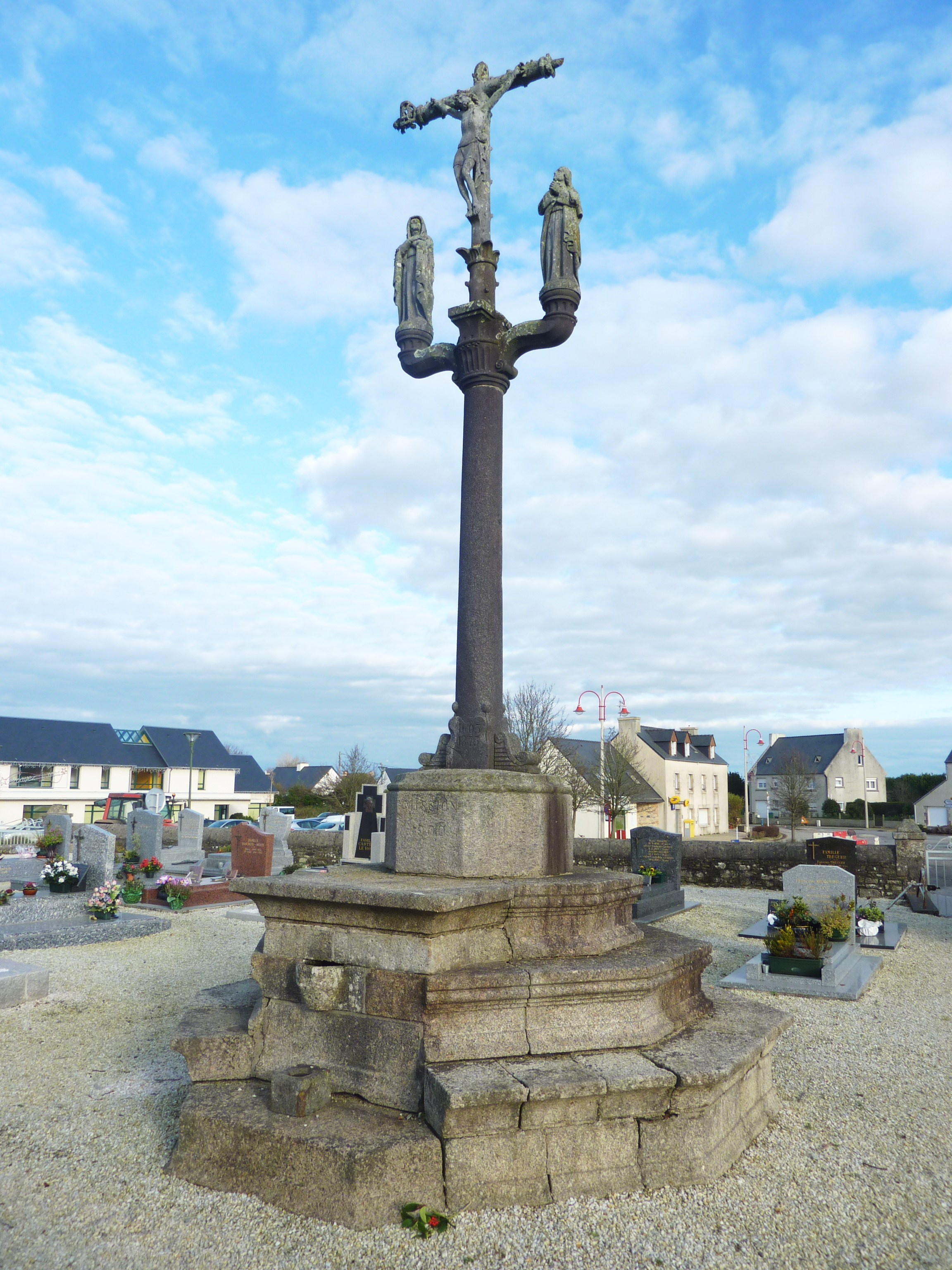
Milizac : le calvaire du cimetière.
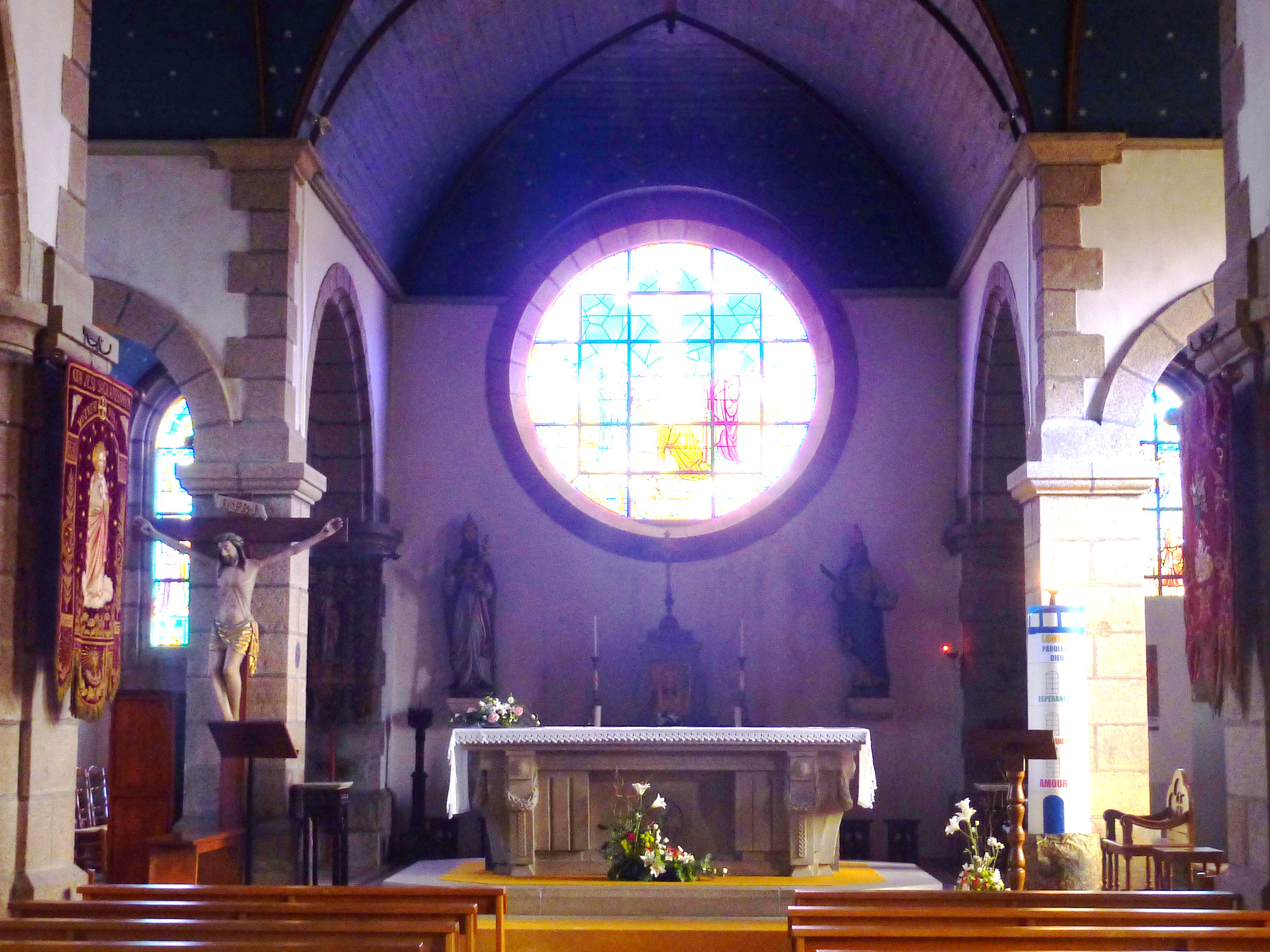
Milizac : église Saint-Pierre, le chœur et le maître-autel.
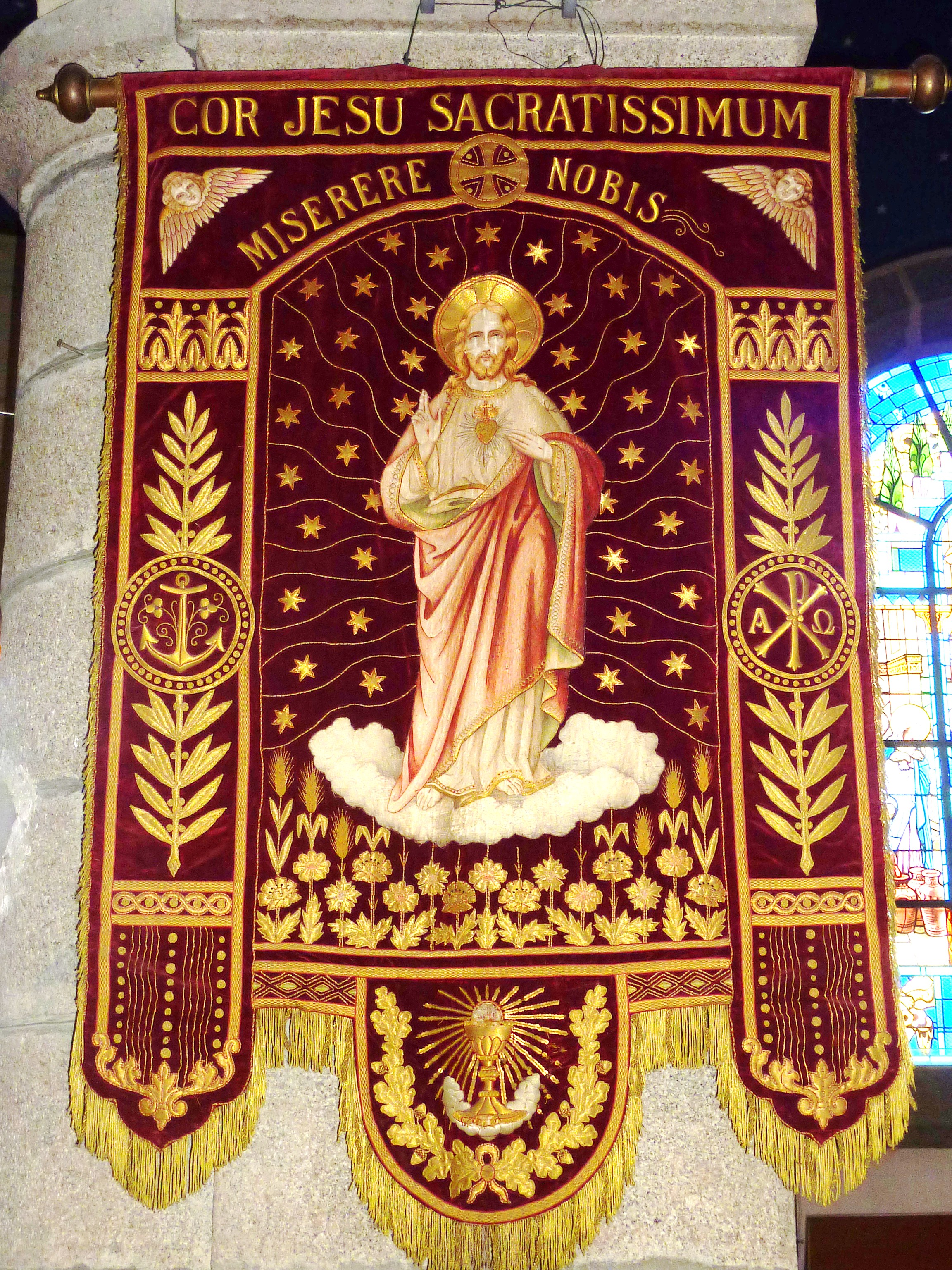
Milizac : église saint-Pierre, bannière de procession du Sacré-Cœur de Jésus.
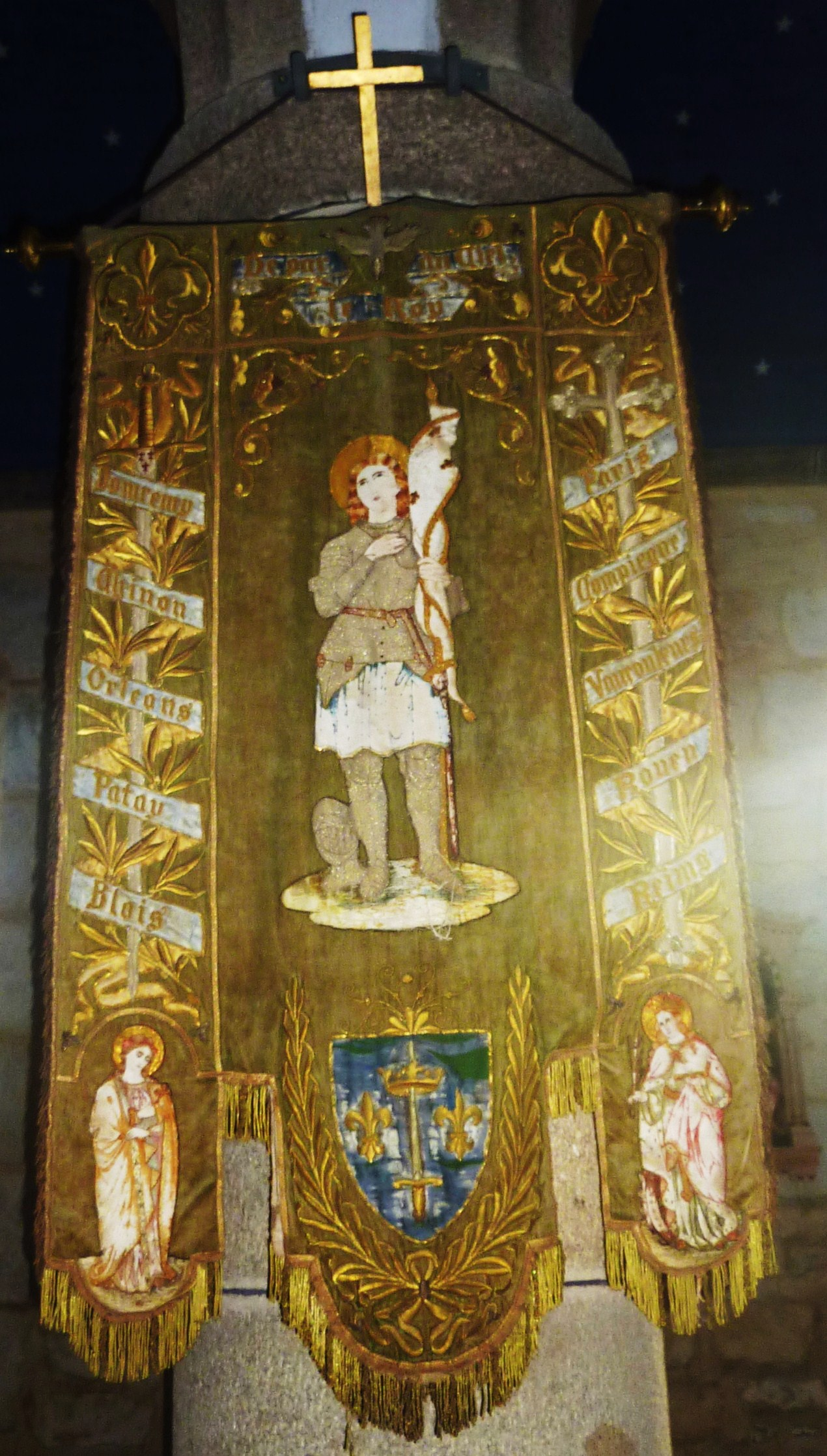
Milizac : église saint-Pierre, bannière de procession de Jeanne d'Arc.
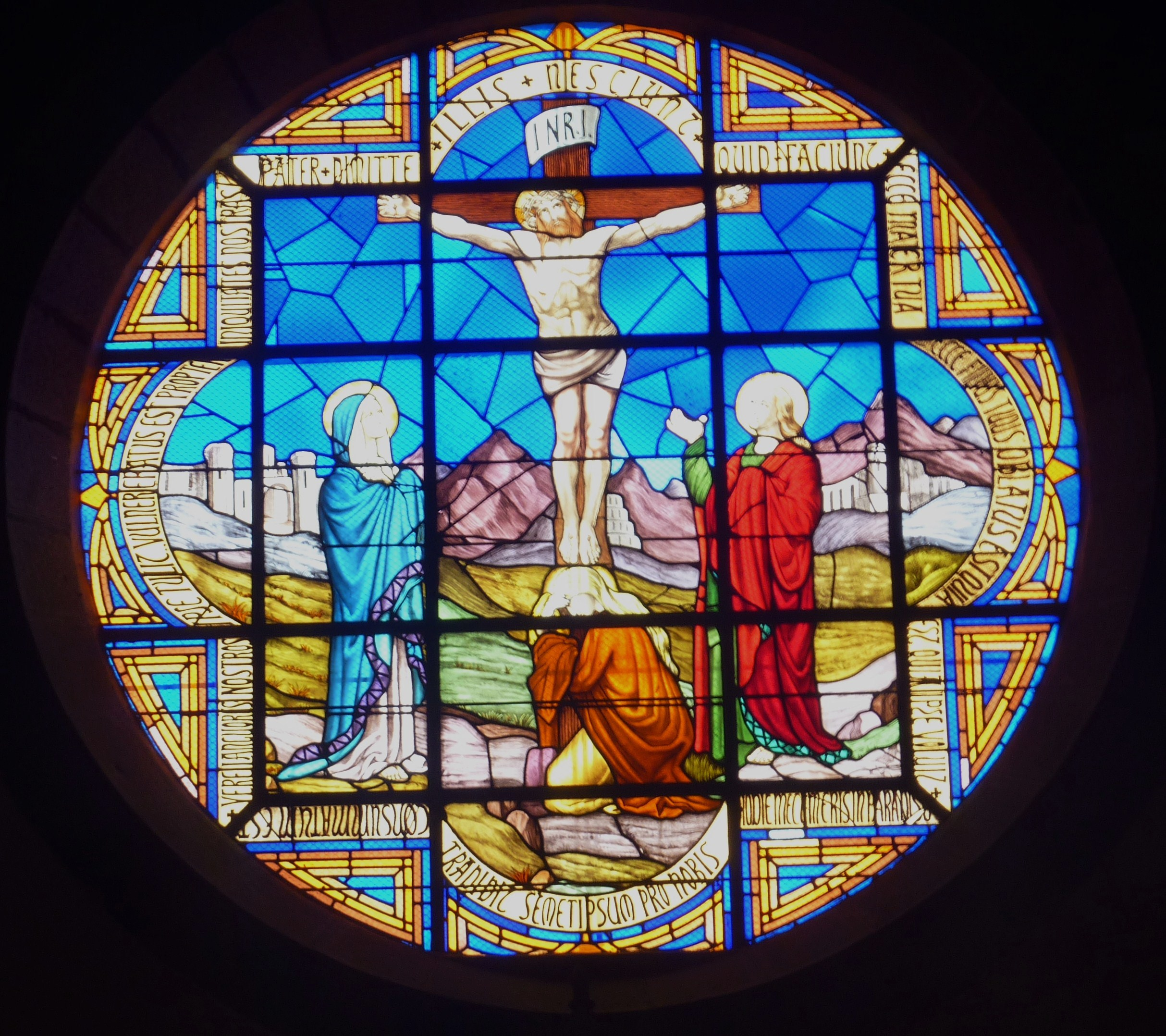
Milizac : église Saint-Pierre, vitrail de la Crucifixion.
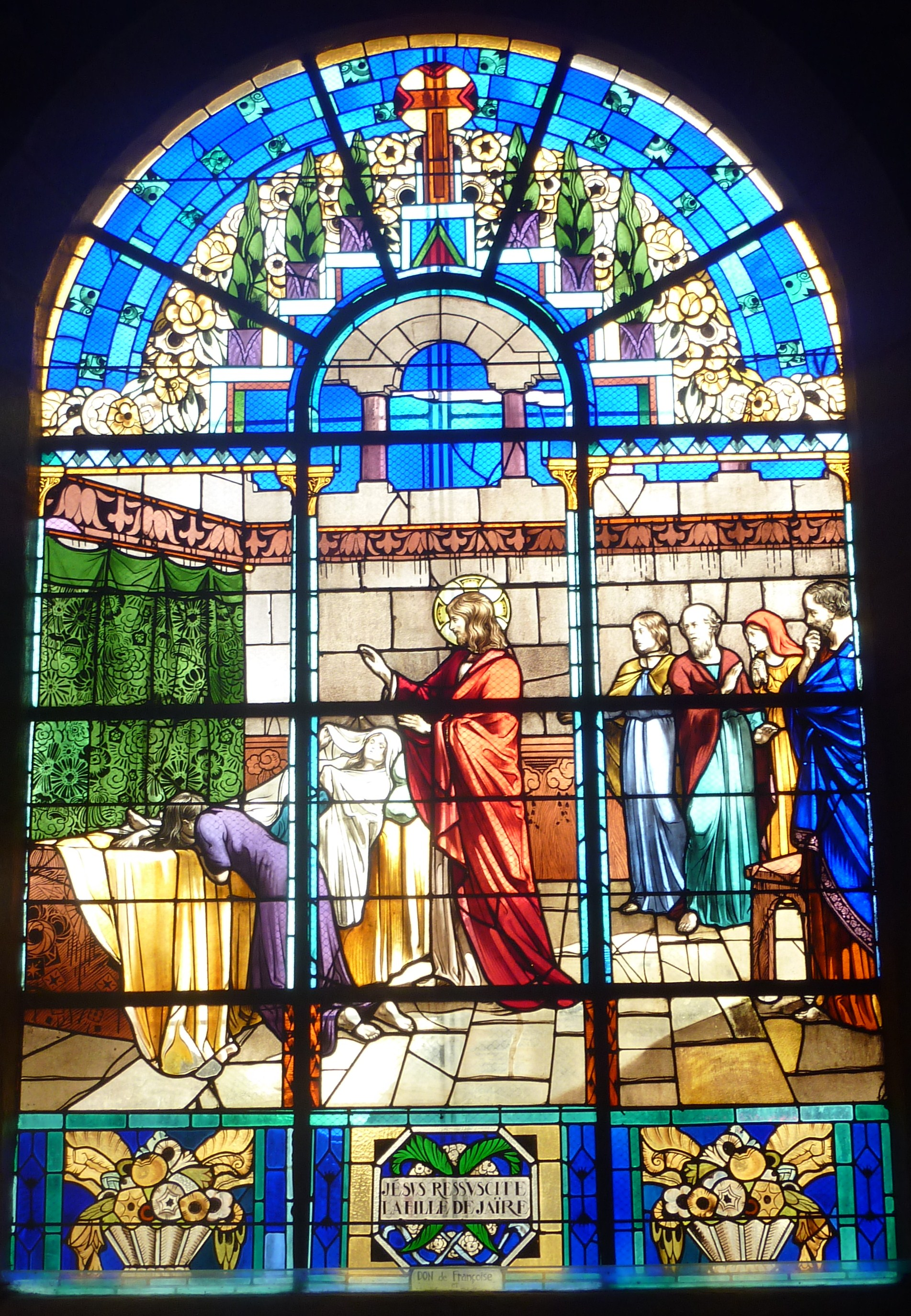
Milizac : église Saint-Pierre, vitrail Jésus ressuscite la fille de Jaïre.
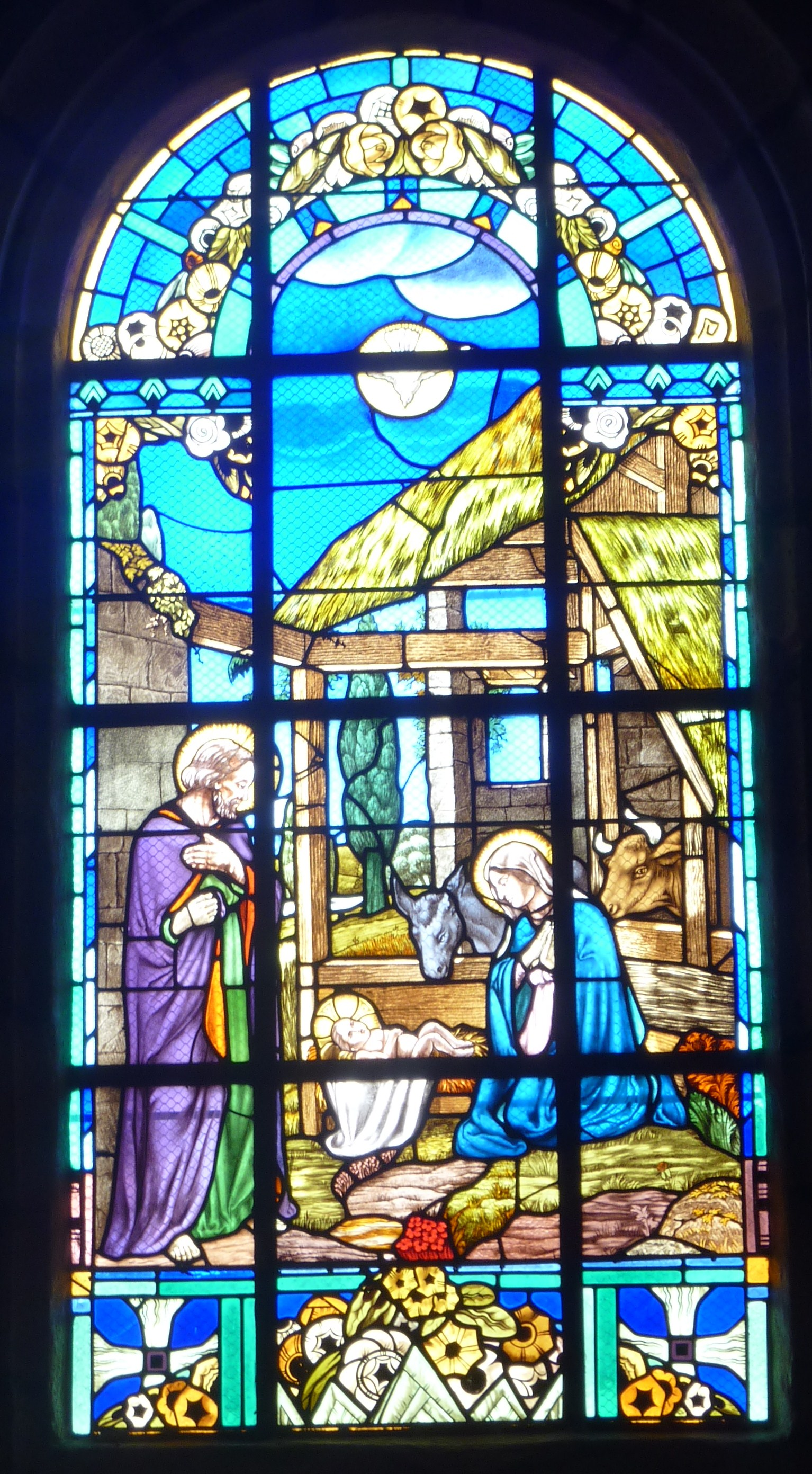
Milizac : église Saint-Pierre, vitrail de la Nativité.
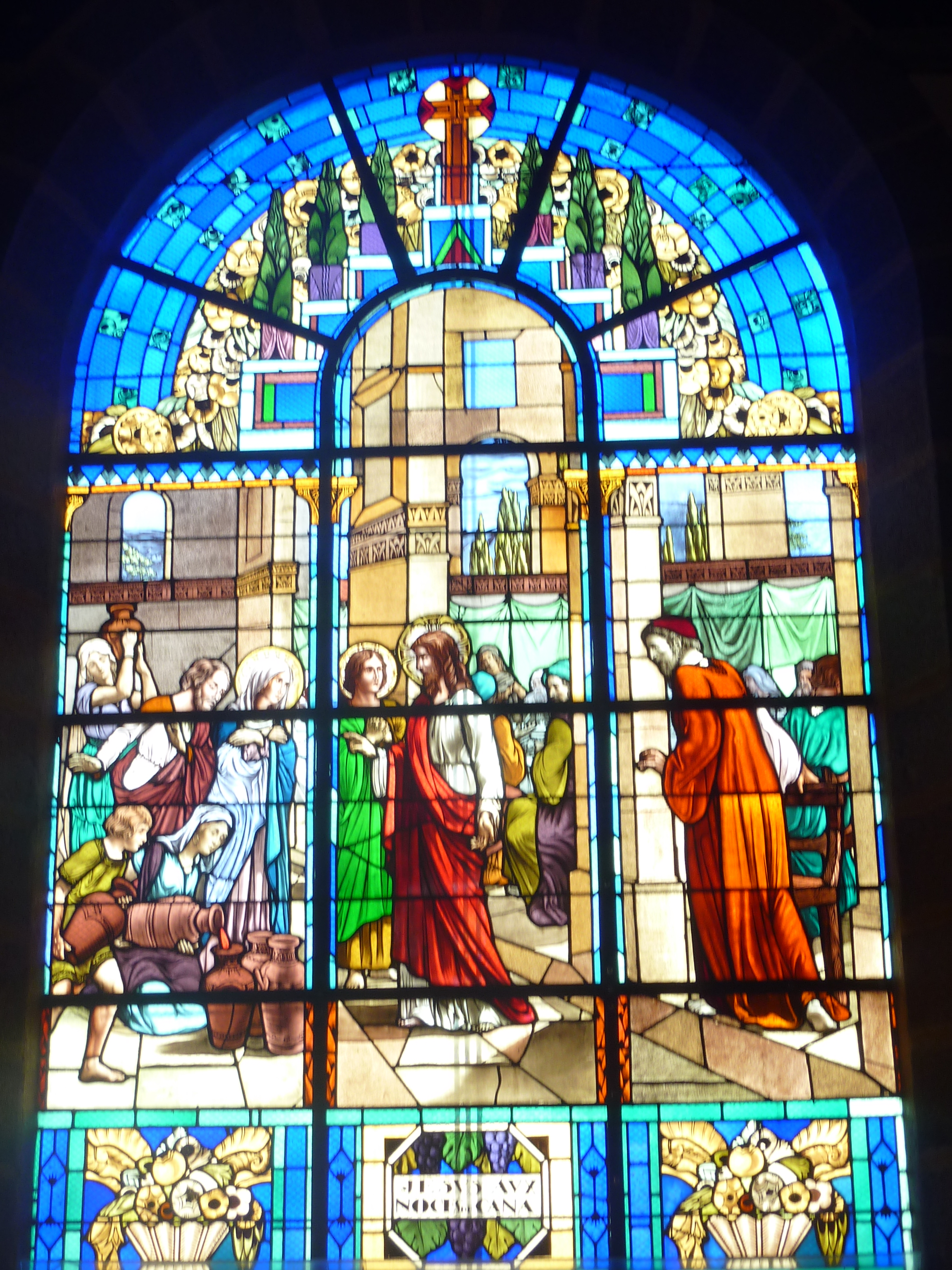
Milizac : église Saint-Pierre, vitrail des Noces de Cana.

- Milizac possède 24 croix et calvaires[68], dont celui de Kergroas.

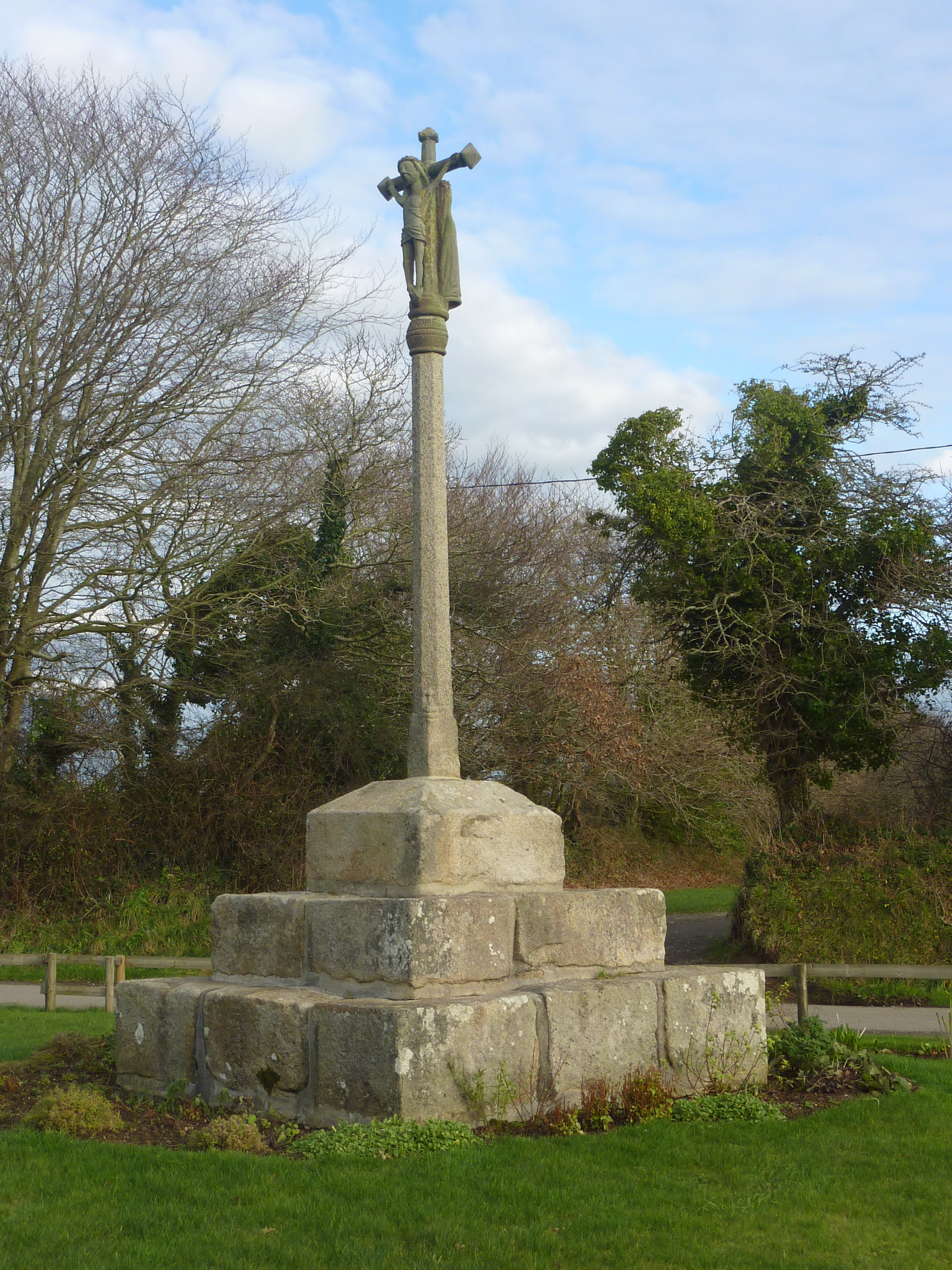
Milizac : le calvaire de Kergroas.
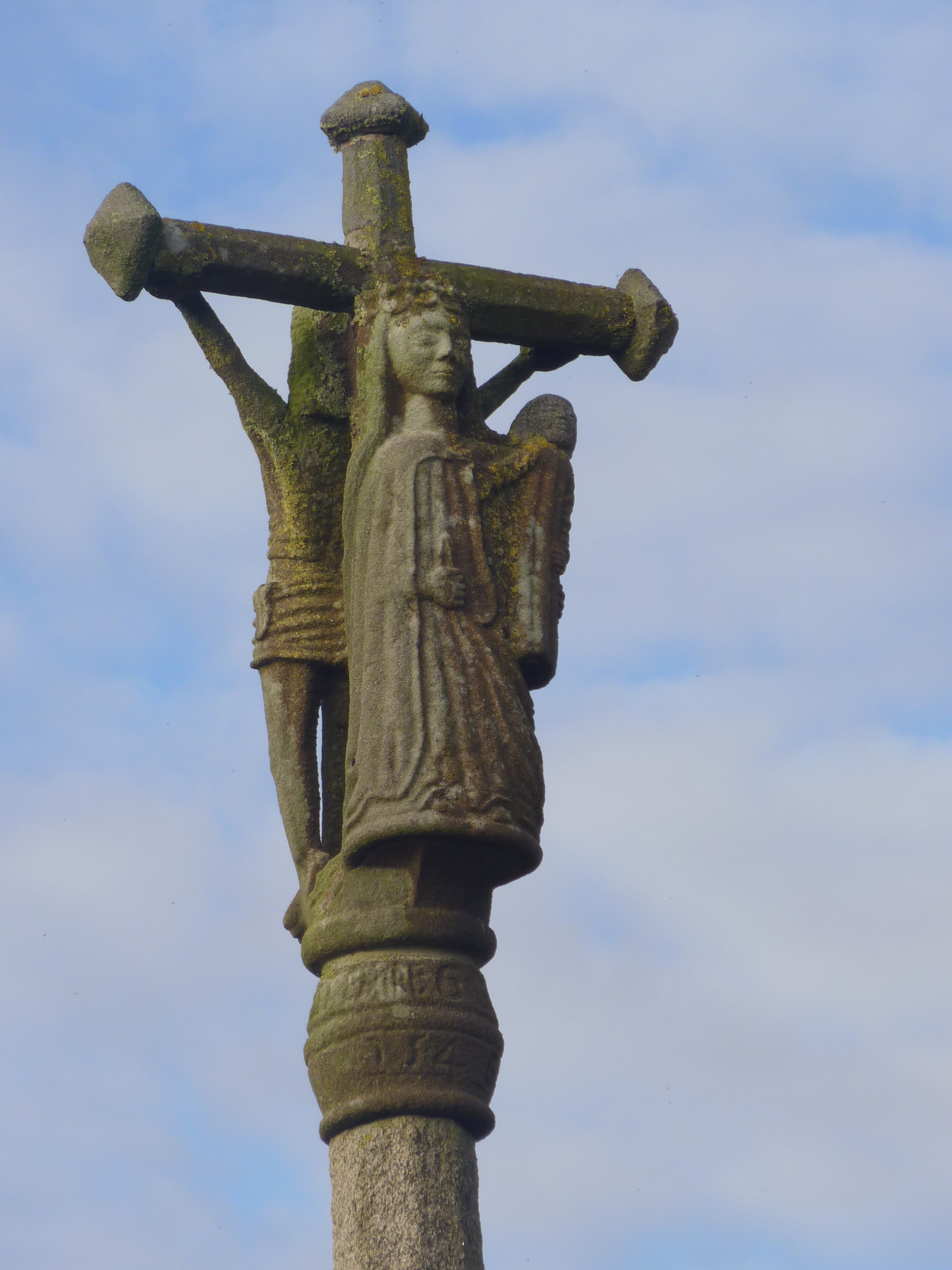
Milizac : le calvaire de Kergroas, Vierge à l'Enfant.

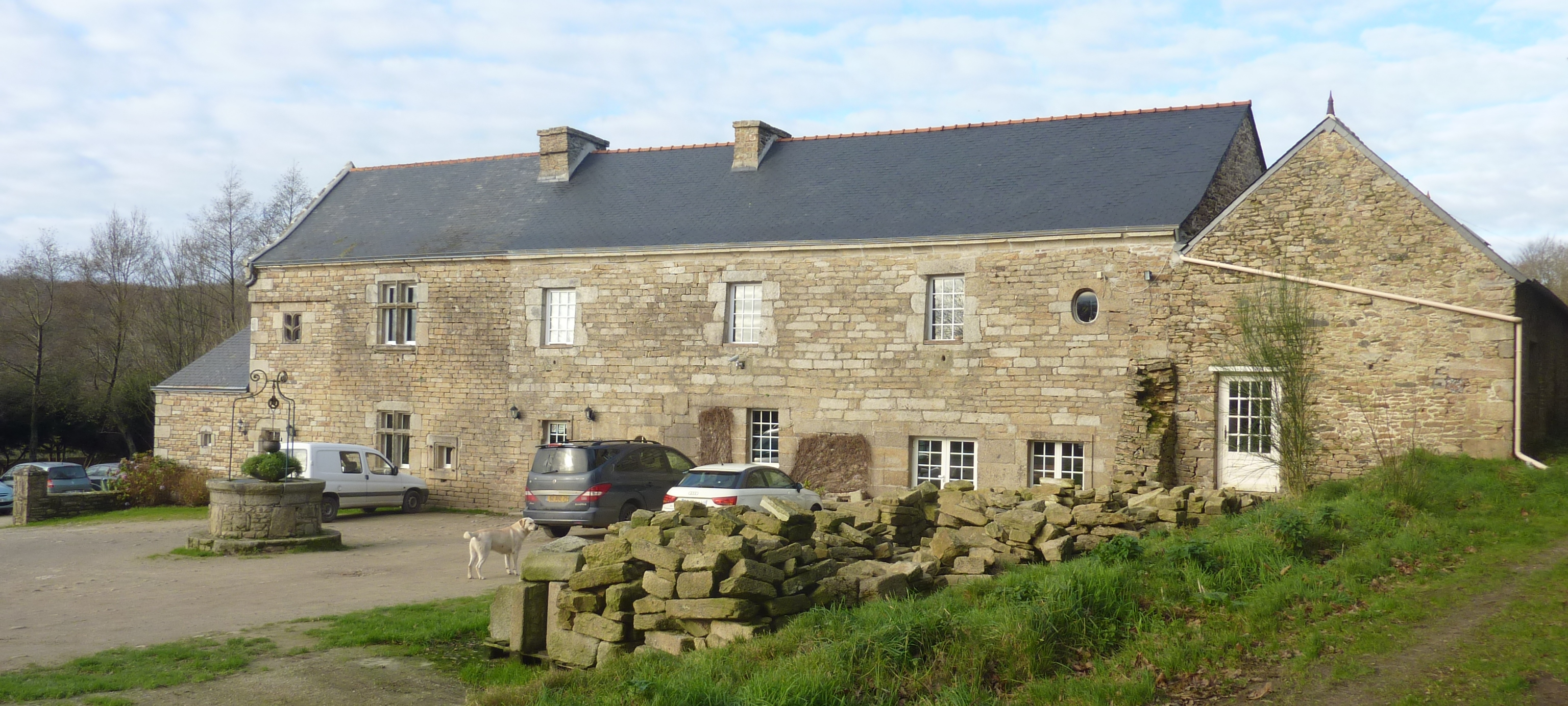
Milizac : le manoir du Curru.

- Le manoir du Curru (Kerru : maison rouge) a été édifié en 1238 ; de style gothique, il possède des fenêtres à meneaux et une cheminée Renaissance. C'est de nos jours une discothèque et un restaurant.
- Le manoir de Keranflec'h : situé à 2,5 km à l'ouest du bourg, à gauche de la route de Lanrivoaré. Il a été édifié en 1712 et restauré en 1900. Le portail en granit est orné des armes de la famille Gilart de Kéranflec'h. Un oratoire privé y est dédié à Notre-Dame-de-la-Pitié.
- Milizac a été le siège du studio d'enregistrement Iris, spécialisé dans la musique folklorique et le rock progressif, ayant enregistré notamment des albums d'Alan Stivell. Réf. https://www.discogs.com/fr/label/270748-Studio-Iris
- Le parc d'attractions La Récré des 3 Curés.

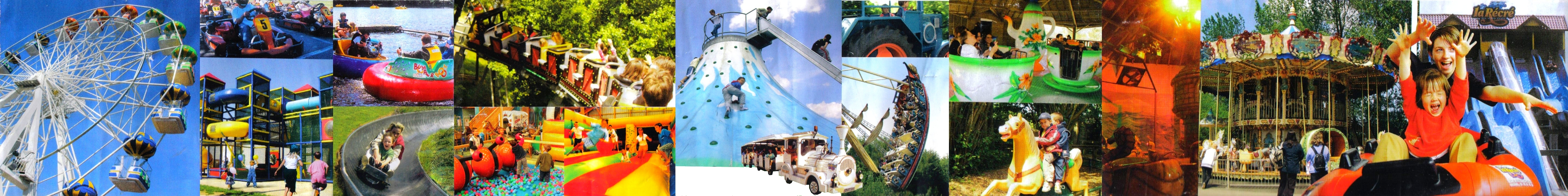
Le parc d'attraction « La Récré des 3 Curés ».

### Personnalités liées à la commune
- Gabriel de Poulpiquet (1914-2013) : homme politique, né à Milizac.
- Yann Morvan, né le 6 février 1910 à Kervennan en Milizac, décédé le 24 mai 1999 à Brest, écrivain breton[69].
- Jean Lescop, historien local[70].

### Héraldique
| Blason de Milizac | Blason de Milizac : Parti, au premier d'or aux trois fasces ondées d'azur surmontées de deux coquilles de sable, au second d'argent au lion de sable lampassé et couronné d'or. Encadré de deux sarments de saule et surmonté d'un écusson portant la devise bretonne : War Zao Atao (« Toujours debout »). Approuvée par la mairie le 22 janvier 1974 ; enregistré en préfecture le 28 octobre 1977. Explications : elles sont composées des armoiries accolées des familles nobles de Kéranflec'h (1448) et du Manoir du Curru (Roué Pharamus et de Kernezne : 1238... 1689). |